# Diario di un viaggio alle Ebridi
Il diario di un viaggio alle Ebridi con Samuel Johnson, LL. D. fu pubblicato dallo scozzese James Boswell nel 1784. Nel 1773, Boswell convinse il suo amico inglese Samuel Johnson ad accompagnarlo in un viaggio nelle Highlands scozzesi e nelle isole lungo la costa occidentale della Scozia. Johnson a quel tempo aveva una sessantina d'anni ed era ben conosciuto per le sue opere letterarie ed il suo Dizionario della lingua inglese. I due viaggiatori salparono da Edimburgo e veleggiarono lungo le coste orientali e nordorientali della Scozia, toccando St Andrews, Aberdeen and Inverness. Una volta giunti nelle Highlands passarono diverse settimane visitando varie isole dell'arcipelago delle Ebridi, tra le quali Skye, Coll, e Mull. Dopo una visita alla tenuta di Boswell ad Auchinleck, Boswell e Johnson fecero ritorno ad Edimburgo. Johnson pubblicò il suo Viaggio alle Isole Occidentali della Scozia il 18 gennaio 1775.
Il Diario di Boswell è stato molto letto, discusso e criticato, specialmente per alcune osservazioni scettiche fatte da Johnson riguardo all'autenticità del poema di Ossian. Dopo la morte di Johnson nel 1784, Boswell pubblicò Il diario di un viaggio alle Ebridi. Il Diario di Boswell e il Viaggio di Johnson offrono un interessante studio condotto da diversi punti di vista: Johnson considera le cose dal punto di vista filosofico e si mantiene sempre ad un livello d'ordine generale; l'approccio di Boswell, invece, è più aneddotico, alle volte anche pettegolo, ed ha successo per l'acuta attenzione verso i dettagli.